# Чистальов Веніамін Тимофійович
Чистальов Веніамін Тимофійович (Чисталёв Тима Вень; 8 жовтня 1890, Помоздіно, Вологодська губернія — 13 жовтня 1939, Сиктивкар) — комі радянський письменник, поет, педагог і перекладач. Класик комі літератури.
Закінчивши початкову школу вступив до Дерев'янського ліцею, після закінчення якого зібрався відправитися в Тотьму, щоб продовжити здобувати освіту, проте зробити цього йому не вдалося. У 1908 році після здачі іспиту на звання народного вчителя почав викладати комі мову в школі в Пожегу. Пізніше він склав російсько-комі словник, буквар комі мовою і книгу «Рослини і дерева» (комі «Бидмантор'яс») для школи. Не отримавши схвалення своєї ініціативи і не добившись виходу складених ним книг до друку, залишив школу і влаштувався, за прикладом батька, волосним писарем.
У 1915 році призваний до лав російської армії. Незабаром після Лютневої революції, яка застала його в Києві, повернувся в Помоздіно, де вчителював, а також збирав комі фольклор, писав вірші, оповідання, нариси, замальовки та ліричні етюди.
У 1918 році приєднався до комі літературної організації «Комі комісія» і став її активним членом. Будучи переконаним інтернаціоналістом і прихильником Жовтневої революції, письменник вважав, що головні завдання організації — боротьба з шовінізмом, поширення революційних ідей і, в першу чергу, впровадження культури, освіти, писемності в середу комі. З цією метою він перекладав твори Гейне, Байрона та фінського письменника Югані Аго, творчістю якого захоплювався з 1923 року. Крім того, він перекладав твори російських авторів: Гоголя, Толстого, Фонвізіна.
На початку 1920-х років письменник працював у комі Держвидаві, займаючись редакцією книг інших авторів. В цей період він написав поему «1919 рік», оповідання «Сумний ранок», «В голодний рік», «Под свет лучины», присвячені тематиці Громадянської війни в Росії.
27 листопада 1937 року був заарештований за звинуваченням у «буржуазному націоналізмі» і «контрреволюційній діяльності». 13 жовтня 1939 помер в Сиктивкарській тюремній лікарні.